# Usulisme
 (juin 2019).
Le contenu est difficilement compréhensible vu les erreurs de traduction, qui sont peut-être dues à l'utilisation d'un logiciel de traduction automatique.
 (juin 2019).
L'usulisme est le principal courant du jafarisme, première école islamique d'inspiration chiite.

## Rationalisme
L'usulisme est considéré comme un courant rationaliste en évolution, marqué par l'institutionnalisation et la hiérarchisation de son clergé, mais également par sa politisation. Cette hiérarchie du clergé continue de se former autour de la maîtrise de l'Ijtihad. 
La distinction chiite entre Mujtahid et Muqallid est considérée comme l'une des conséquences religieuses de l'usulisme  dans le chiisme. Dans l'école de Hilla, (Irak, aux VIe-VIIe/XIIe – XIIIe siècles), le principal représentant de l'usulisme est Al-Mutahhar Hilli (1250/648 - mort en 726/1325). L'influence des mujtahid se développe au sein des tribunaux religieux dans la gestion des Waqf, dans la collecte et la redistribution des impôts religieux. 
Le clergé usuli acquiert une grande indépendance financière vis-à-vis de l'État Kadjar. Parmi les premiers mujtahid, on mentionne Morteza Ansari, grand savant chiite, le premier Marja-e taqlid, en désignant un juriste possédant la plus haute autorité dans le chiisme duodécimain dans le monde chiite. Selon Hermann, Mirza Hasan shirazi (1814-1895), élève de Shaykh Ansari (1800-1864), est celui qui révèle le potentiel politique de Marja-e taqlid, dans un contexte marqué par l'influence croissante de l'Occident en Perse kadjar.